# Scipione Breislak
Scipione Breislak (Roma, 17 de agosto de 1750 – Milão, 15 de fevereiro de 1826), também conhecido por Scipio Breislak, foi um geólogo e professor italiano de origem alemã que se notabilizou como pioneiro do estudo do vulcanismo e das sulfataras e fumarolas.

## Vida
Destacou-se como professor de filosofia matemática e mecânica no colégio de Ragusa, mas, após residir lá por vários anos, retornou à sua cidade natal, onde se tornou professor no Collegio Nazareno e começou a formar a notável coleção mineralógica dessa instituição.
Seu tempo livre foi dedicado a pesquisas geológicas nos Estados Papais. Seu relato sobre o distrito aluminoso de Tolfa e colinas adjacentes, publicado em 1786, chamou a atenção do rei de Nápoles, que o convidou para inspecionar as minas e obras similares naquele reino e nomeou-o professor de mineralogia da artilharia real.
Os vastos trabalhos de refino de enxofre no distrito vulcânico de Solfatara foram realizados sob sua direção. Posteriormente, ele realizou várias viagens pela antiga Campânia para estudar sua geologia e publicou em 1798 sua obra Topografia fisica della Campania, que contém os resultados de muitas observações precisas. Breislak foi um pioneiro na coleta e análise de gases vulcânicos. Breislak também publicou um ensaio sobre a condição física das sete colinas de Roma, que ele considerava como restos de um vulcão local — uma opinião posteriormente demonstrada como equivocada pelas pesquisas de Giovanni Battista Brocchi.
As convulsões políticas da Itália em 1799 levaram Breislak a Paris, onde permaneceu até 1802, quando foi nomeado inspetor das fábricas de salitre e pólvora próximo a Milão, mudando-se para essa cidade. O mineral breislakita foi nomeado em sua homenagem. Ele morreu em 15 de fevereiro de 1826. Entre suas outras publicações, destacam-se: Introduzione alla geologia (1811, edição em francês em 1812); Traité sur la structure extérieure du globe, 3 vols. e atlas (Milão, 1818, 1822); Descrizione geologica della provincia di Milano (1822).

## Obras publicadas
- Essais mineralogiques sur la solfatare de Puzzuole, Chez Janvier Giaccio, Nápoles, 1792;
- Topografia fisica della Campania, Florença, 1798.
- Voyages physiques et lythologiques dans la Campanie; suivis d'un mémoire sur la constitution physique de Rome; avec la carte générale de la Campanie, d'apres Zannoni; celle des Cratères éteints entre Naples et Cumes; celle du Vésuve, du plan physique de Rome, etc.etc. par Scipion Breislak; traduits du manuscrit italien, et accompagnés de notes par le Général Pommereuil, 2 volumes, Paris: Dentu, An IX (1801);
- Introduzione alla geologia, Milão, 1811 (republicada em francês em 1819 com o título Institutions géologiques).
- Trait sur la structure extrieure du globe, 3 vol., Milão, 1818 e 1822.
- Descrizione geologica della provincia di Milano, 1822;
- Descrizione geologica della Lombardia, Milão, 1822;
- Sopra i terreni tra il Lago Maggiore e quello di Lugano, 1838.